# REG3G
REG3G‏ (Regenerating family member 3 gamma) هوَ بروتين يُشَفر بواسطة جين REG3G في الإنسان.